# Daniel Salthenius

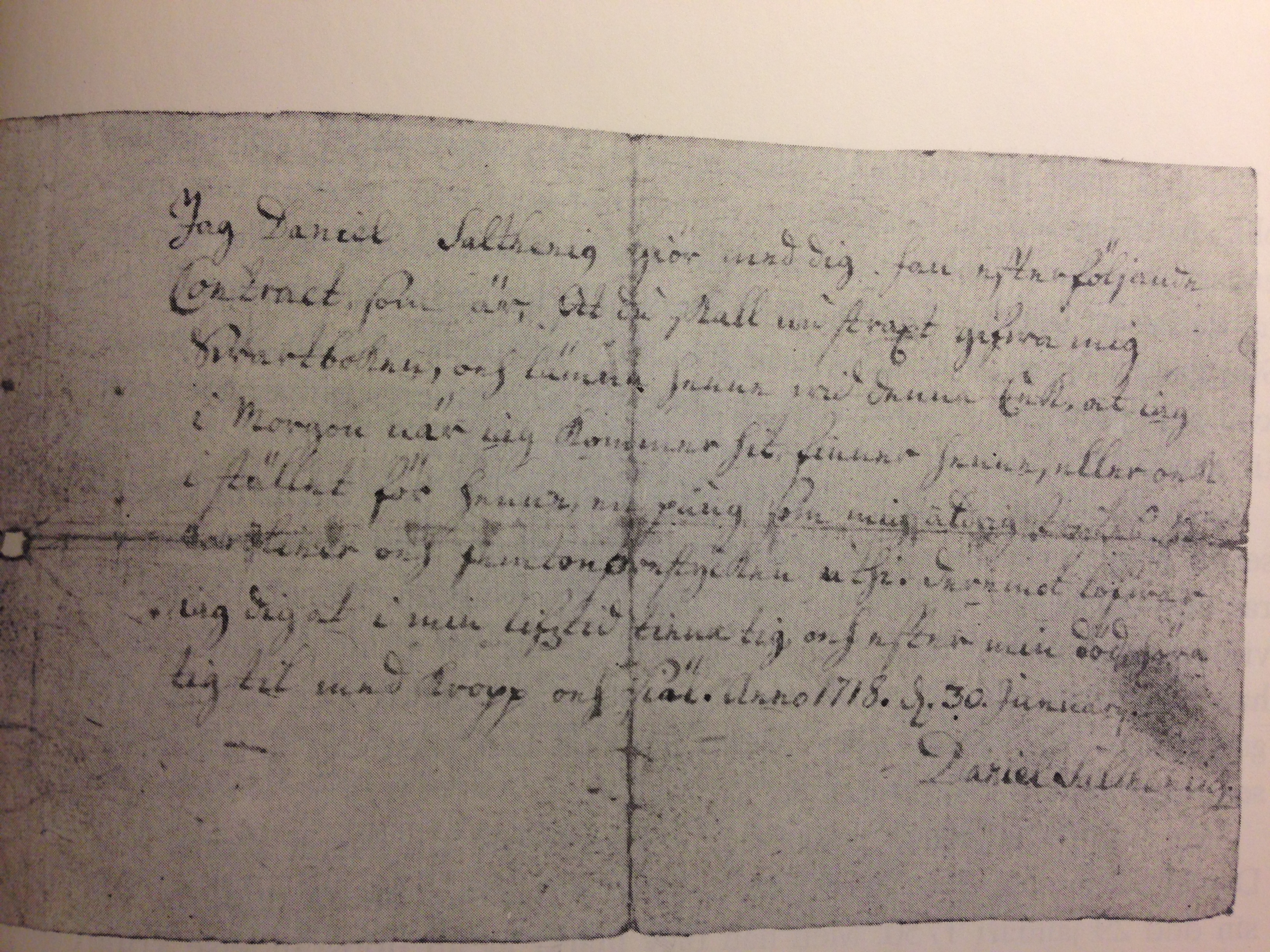
Djävulsförskrivningen från 1718.

Daniel Salthenius, född 16 mars 1701 i Markims prästgård, död 29 januari 1750 i Königsberg, var professor i teologi vid Königsbergs universitet från 1732 till sin död. Salthenius far var kyrkoherden Lars Salthenius. Daniel och hans äldre bror skrevs in vid Uppsala universitet år 1712.
Den 30 januari 1718 ingår Salthenius ett avtal med djävulen på en lapp som idag finns i Uppsala universitetsbiblioteks handskriftsavdelning. Där skriver han:
| ” | Jag Daniel Salhtenius giör med dig fan efterföljande Contract, som är At Du skall nu strax gifwa mig Svartboken, och lämna henne wid denna Eeck, at iag Morgon när iag kommer hit, finne rhenne, eller och istället för henne, en pung som aldrig trytes Rxdr Caroliner och femtioöresstycken uthi. Deremot lofwar jag dig att i min lifztid tiena tig och efter min död höra tig til med kropp och själ. Anno 1718 d. 30 Januarij. | „ |

Lappen hittades och Daniel ställdes inför Seminghundra häradsrätt. Straffet för "djävulsförskrivningar" – förbund med satan var döden. Eftersom Salthenius var inskriven vid Uppsala universitet hade akademin viss domsrätt över sina studenter och frågan tog upp i akademiska konsistoriet den 9–13 september 1718. Med hänsyn till Daniels ungdom och övriga omständigheter (han var också osedvanligt begåvad) yrkade konsistoriet på att dödsstraffet skulle upphävas och ersättas med fängelse på vatten och bröd. Hovrätten dömde också så. 
Daniel reste till Tyskland och Halle, 1728 blev han extra professor vid Königsbergs universitet. När han dog hade han det största privata biblioteket i hela Preussen, cirka 22 000 volymer, med bland annat 300 biblar, 1500 böcker om exeges och sextusen folianter och qvarter.
Hans egna skrifter behandlade religiösa ämnen.